# Таврия (коньячный завод)
Таврия (коньячный завод) — одно из ключевых винодельческих предприятий Украины, официальное название: Частное Акционерное Общество «Дом марочных коньяков „Таврия“» (укр. ПАО «Дім марочных коньяків „Таврія“»).
На сегодняшний день ДМК «Таврия» занимает лидирующее место среди производителей престижных коллекционных и марочных коньяков на Украине. Часть продукции экспортируется также в Россию, Белоруссию, страны дальнего зарубежья. Компания владеет крупнейшими на территории Украины винодельческими угодьями площадью 1400 га. На предприятии имеется музей с дегустационным залом.

## Расположение
Предприятие находится в городе Новая Каховка Херсонской области: 46°46′00″ с. ш. и 33°22′00″ в. д.

## История

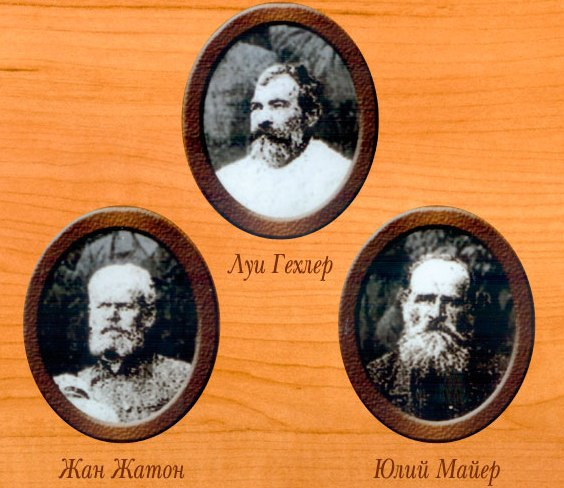
Основатели производства

Все началось в 1822 году, когда для восстановления причерноморских виноградников по приглашению императора Александра I прибыли швейцарские и французские колонисты, специалисты по виноделию и выращиванию виноградной лозы.
В 1889 году несколько друзей-колонистов: Луи Гехлер, Жан Жатон и Юлий Майер, посетили Днепровский уезд Таврической губернии и, отправившись на охоту, практически случайно заехали в те самые окрестности, где ныне находится город Новая Каховка. Колонистов поразило количество незанятых территорий, которые идеально подходили для выращивания ценной виноградной лозы, и они тотчас же выкупили более 500 десятин.
- 1889 год — Возникновение первого поселения франко-швейцарских колонистов, заложивших на месте нынешней ПАО «ДМК Таврия» виноградорско-винодельчесский посёлок Основа.
- 1898 год — Из «Постановления Днепровского уездного земского собрания за 1898 г.»: …с общей площадью виноградников более 300 десятин, снимали урожай винограда до 30000 пудов и вырабатывали вин до 5000 вёдер.
- 1921 год — На базе нескольких частных хозяйств создаётся товарищество виноделов — «Сыпучие пески».
- 1929 год — После коллективизации, товарищество получает название — совхоз «Перемога наймытив».
- 1960 год — Переименование в винсовхоз «Таврия».
- 1965 год — Выпуск первой партии коньяка — «4 звезды».
- 1967 год — Выпуск первого марочного коньяка — «Таврия».
- 1998 год — Предприятие получило статус открытого акционерного общества и новое название — ОАО «Агропромышленная фирма „Таврия“».
- 2003 год — Выпуск первого на территории Украины, креативного коньяка в стиле фьюжн — «AleXX».
- 2005 год — На предприятии внедрена система управления качеством продукции, которая сертифицирована по стандарту ISO 9001.[5]
- 2010 год — Представление нового классического коньяка — «Jatone».
- 2011 год — Переименование статуса предприятия на Публичное Акционерное Общество «Дом марочных коньяков „Таврия“».
- 2014 год — сертификация первого на Украине полностью органического эко-коньяка.

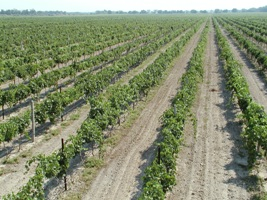
Виноградники с капельной системой орошения

## Производство
На ПАО «ДМК „Таврия“» разработана и успешно осуществляется программа наращивания сырьевых запасов для изготовления вин и коньяков. Выращивается 30 сортов винограда (ркацители, шардоне, алиготе, совиньон, рислинг, каберне совиньон, мерло и др.), ввезены саженцы элитных сортов из Франции, действует собственный питомник, внедрены интенсивные посадки винограда по евростандарту с системами капельного орошения и системой фитомониторинга.

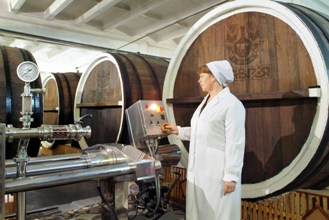
Выдержка и фильтрация продукции на предприятии

Мощность ДМК «Таврия» — около 17 тысяч тонн переработки винограда за сезон. Мощность завода по линиям розлива составляет 1 634 556 декалитров вина и коньяков в год. Общая площадь виноградников составляет — 1300 га. Объём выпускаемой продукции марочных и ординарных коньяков на сегодняшний день составляет — 692 455 декалитров в год.
Вся продукция фирмы «Таврия» сертифицирована. На всех этапах производства ведется строгий химический и биологический контроль над качеством получаемых виноматериалов и готовых напитков.
На предприятии выпускаются следующие линейки коньяков:
- Борисфен™
- Таврия Премиум™
- Георгиевский™
- Jatone™
- ALeXX™

## Награды

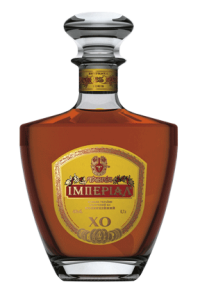
Коллекционный коньяк «Империал»

Необыкновенный вкус и утончённый аромат марочных и коллекционных коньяков по достоинству оценили и потребители, и профессионалы высокого класса. С 1970 по 2011 годы продукция Дома марочных коньяков «Таврия» получила на Международных дегустационных конкурсах и выставках 108 золотых, 94 серебряных, 38 бронзовых медали, 4 специальные награды «Звезда Продэкспо» и 9 Гран-При.
«Аскания» — На сегодняшний день ни один из украинских коньяков не смог повторить успех этой марки 2008 года, когда «Аскания» была отмечена дипломом на одном из трех самых престижных в мире дегустационных конкурсов — International Wine & Spirit Challenge в Лондоне.
Коллекционный коньяк «Империал», гордость виноделов «Таврии», награждён Золотой медалью на 11-м ежегодном конкурсе San Francisco World Spirits Competition 2011.
Конкурс состоялся 18-20 марта в Сан-Франциско (США). Рекордное количество участников, 1106 брендов из 61 страны, были оценены ведущими мировыми и экспертами, сомелье ресторанов и отелей, крупными закупщиками и консультантами, известными отраслевыми журналистами и лучшими барменами мира. Оценка образцов основана на слепой дегустации, по категориям для обеспечения конкурентоспособности, что делает этот конкурс наиболее авторитетным и признанным в отрасли.

## Известные работники
Гришина, Мария Фёдоровна — бригадир виноградарей совхоза-завода «Таврия», Герой Социалистического Труда.